# Vahid Jalilvand
Vahid Jalilvand est un réalisateur iranien né le 11 mars 1976 à Téhéran.

## Biographie
Diplômé de l'université de théâtre de Téhéran, Vahid Jalilvand est d'abord comédien ; il travaille ensuite comme monteur, puis réalisateur, pour la télévision.
Son premier long métrage de fiction, Chaharshanbeh, 19 Ordibehesht (Wednesday, May 9), sort en 2015 : le film obtient notamment, la même année, le Prix FIPRESCI de la Mostra de Venise.

## Filmographie
- 2015 : Chaharshanbeh, 19 Ordibehesht
- 2017 : Cas de conscience
- 2022 : Beyond the Wall